# Florin bavarois
Le florin ((de) Gulden) est l'ancienne monnaie officielle du royaume de Bavière, de 1818 à 1873.
Il été remplacé par le mark-or au taux de 1 mark pour 35 kreuzers.

## Histoire monétaire
La Bavière a utilisé le florin de l'Allemagne du Sud (appelé Gulden en allemand) et dont le nom dérive de la monnaie de Florence, une pièce en or, connue également sous le nom de « ducat ».
Entre 1754 et 1837, période interrompue par les guerres napoléoniennes, c'est une unité de compte, valant 5⁄12e d'un conventionsthaler, utilisé pour libeller les billets de banque mais non émis sous forme de pièce. Il repose sur l'étalon-argent.
En 1818, le système de conversion, non-décimal, est le suivant :
- 1 conventionsthaler = 120 kreuzer = 144 Kreuzer Landmünze  = 576 pfennigs = 1152 hellers ;
- 1 kronenthaler = 1⅛ conventionsthaler ;
- 1 ducat = 2¼ conventionsthaler.
- 1 Gulden = 50 conventionskreuzer ou 60 Kreuzer Landmünze.

Après 1836, le système de conversion, non-décimal, est le suivant :
- 1 Gulden = 60 kreuzers = 240 pfennigs = 480 hellers.
- 1 ducat = 5,5 Gulden.
- 2 vereinsthalers = 3,5 Gulden.

## Émissions monétaires

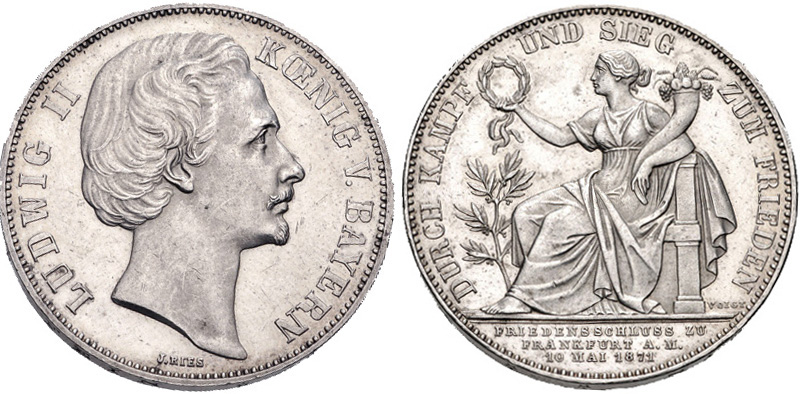
Pièce de 1 thaler (avers et revers), figurant Louis II, millésime 1871, argent. Elle commémore la victoire sur Napoléon III.

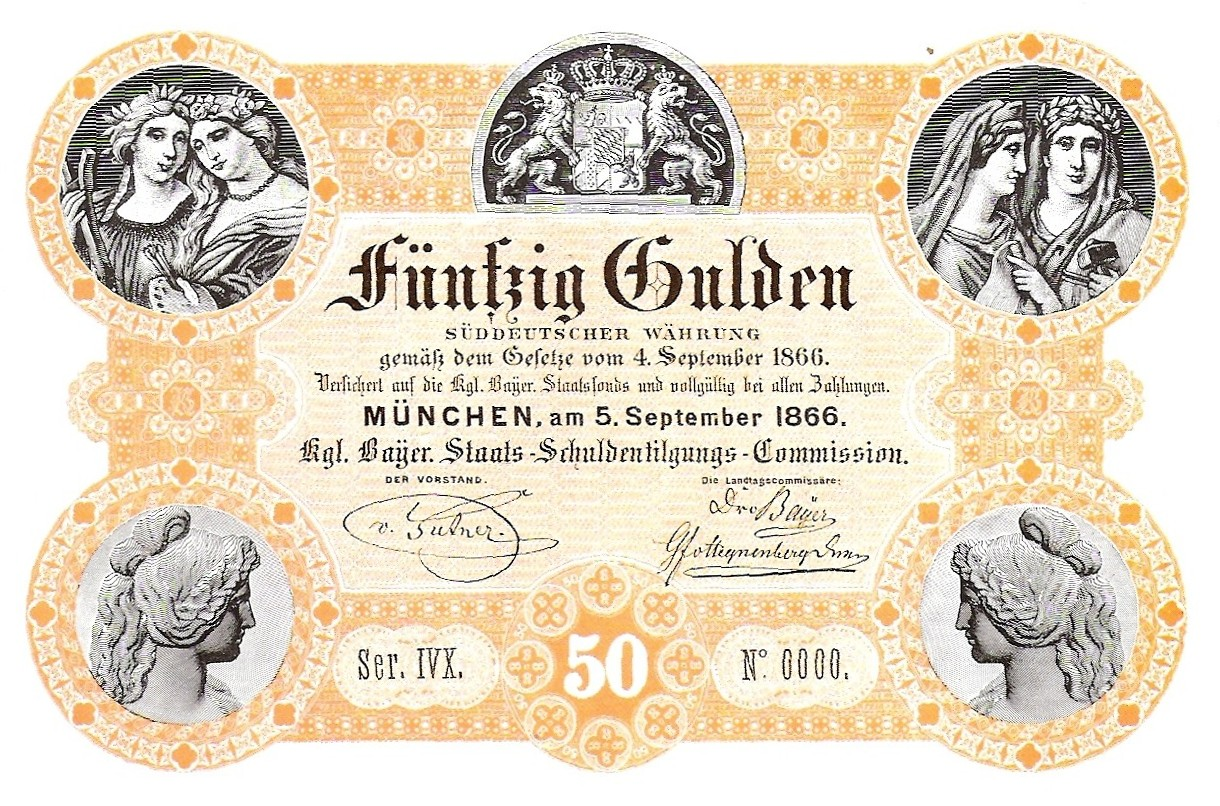
Billet de 50 Gulden, type 1866 (recto).

### Pièces de monnaie
L'avers de chaque pièce est aux armes de la Bavière ou représente le souverain.
Avant 1837, il existe des pièces en cuivre de 1 heller, et de 1 et 2 pfennigs ; en billon, pour des valeurs de 1, 3 et 6 kreuzers ; en argent à 583 millièmes pour la pièce de 20 kreuzers ; en argent 833 millièmes pour des valeurs de ½ et 1 thaler. La pièce en or la plus courante est le ducat, pesant 3,47 g à 937 millièmes. À partir de 1827 et jusqu'en 1848, est frappée une pièce de 1 florin en or, pesant 3,25 g à 770 millièmes et équivalant à 3,25 thalers.
En 1837, les premières pièces en florin ont été frappées à Munich, lorsque la Bavière est entrée dans l'Union monétaire sud-allemande, fixant le florin à quatre septièmes d'un thaler prussien. Le florin était subdivisé en 60 Kreuzer. En 1857, le florin a été fixé à 4⁄7e d'un vereinsthaler. Les plus grosses pièces en argent consistent ont une valeur de 2 thalers ou 3,5 florins, la plupart commémoratives, pesant 37,12 g à 900 millièmes.
En 1848, est frappée une pièce en cuivre de 1 heller.
À compter de 1857, les frappes les plus courantes sont les suivantes :
- pièces de 1 et 2 pfennigs en cuivre ;
- pièces de 1, 3 et 6 kreuzers en billon ;
- pièce de 1 florin en argent (10,6 g à 900 millièmes) ;
- pièce de 1 thaler en argent (18,52 g à 900 millièmes) ;
- pièce de 2 thalers en argent (37,04 g à 900 millièmes) ;
- pièce de 1 florin d'or (3,25 g à 770 millièmes).

### Billets de banque
La Bayerische Hypotheken- und Wechsel-Bank obtient en 1836 le monopôle d'émission du papier monétaire.